# 島根大学教育学部附属小学校
島根大学教育学部附属小学校（しまねだいがくきょういくがくぶふぞくしょうがっこう）は、かつて島根県松江市にあった国立小学校。一学年の定員は男子30人、女子30人合計60人。
2019年度に島根大学教育学部附属義務教育学校前期課程に移行した。

## 沿革
- 1875年（明治8年）6月 - 松平家家老であった大野氏の旧宅内（殿町）に教員伝習校の附属小学校として開校
- 1900年（明治33年）6月 - 校舎を殿町（現在県民会館）に新築移転する
- 1928年（昭和3年）
  - 11月 - 校歌制定
- 1941年（昭和16年）5月 - 島根県師範学校附属国民学校に改称
- 1949年（昭和24年）9月 - 島根大学附属小学校に改称
- 1951年（昭和26年）3月 - 島根大学教育学部附属小学校に改称
- 1954年（昭和29年）12月 - 新校旗を制定
- 1990年（平成2年）3月 - 釜山教育大学附属国民学校と交流協定
- 2019年（平成31年）
  - 3月31日 - 島根大学教育学部附属中学校と統合により廃校
  - 4月1日 - 島根大学教育学部附属義務教育学校設立。同校前期課程となる

## 学校周辺
- 児守稲荷神社
- 千手院 - しだれ桜は市指定文化財
- 島根大学旧奥谷宿舎 - 国の登録有形文化財
- 島根大学総合博物館アシカル
- 菅田庵 - 国の史跡および名勝